# Прибалтійський фронт
Прибалті́йський фронт — оперативно-стратегічне об'єднання радянських військ, що перебувало у складі діючої армії в період з 10 жовтня до 20 жовтня 1943 року за часів Другої світової війни.

## Історія
Прибалті́йський фронт утворений 10 жовтня 1943 року на північно-західному напрямку німецько-радянського фронту на підставі директиви Ставки ВГК від 1 жовтня 1943 року на базі польового управління Брянського фронту 3-го формування. Основним завданням фронту визначалася підготовка до проведення наступу з метою розгрому німецької групи армій «Північ».
20 жовтня 1943 року на підставі наказу Ставки ВГК від 16 жовтня 1943 року фронт перейменований у 2-й Прибалтійський фронт.

## Командувачі
- генерал армії Попов М. М. (10 — 20 жовтня 1943)

## Військові формування у складі фронту
- Армії:
  - 3-тя ударна армія
  - 6-та гвардійська армія
  - 11-та гвардійська армія
  - 11-та армія
  - 22-га армія
  - 20-та армія (з 15 жовтня 1943 року)
  - 15-та повітряна армія